# Azzedine Lagab
Azzedine Lagab (arab. ‏عزالدين•لعقاب‎, ur. 18 września 1986 w Algierze) – algierski kolarz szosowy. Olimpijczyk (2012 i 2020).

## Osiągnięcia
Opracowano na podstawie:

2007
- 2. miejsce w mistrzostwach Algierii (jazda indywidualna na czas)

2008
- 1. miejsce w Grand Prix de la ville de Tunis
- 1. miejsce w Grand Prix de la Banque de l’habitat
- 2. miejsce w mistrzostwach Algierii (jazda indywidualna na czas)
- 1. miejsce w mistrzostwach Algierii (start wspólny)

2009
- 2. miejsce w mistrzostwach Algierii (jazda indywidualna na czas)

2010
- 3. miejsce w Trophée Princier
- 2. miejsce w Trophée de l’Anniversaire
- 3. miejsce w mistrzostwach Algierii (jazda indywidualna na czas)
- 1. miejsce w mistrzostwach Algierii (start wspólny)
- 3. miejsce w mistrzostwach Afryki (jazda indywidualna na czas)

2011
- 2. miejsce w Challenge Khouribga
- 1. miejsce w Trophée Princier
- 1. miejsce w mistrzostwach Algierii (jazda indywidualna na czas)
- 2. miejsce w mistrzostwach Algierii (start wspólny)
- 1. miejsce w Tour d’Algérie
  - 1. miejsce na 2. etapie
- 1. miejsce w Circuit d’Alger
- 3. miejsce w igrzyskach afrykańskich (jazda indywidualna na czas)
- 1. miejsce na 2. i 5. etapie Tour du Faso

2012
- 1. miejsce na 5. etapie Tour d’Algérie
- 3. miejsce w Tour of Eritrea
- 2. miejsce w Kwita Izina Cycling Tour
  - 1. miejsce w klasyfikacji górskiej
  - 1. miejsce na 1. etapie
- 1. miejsce w mistrzostwach Algierii (jazda indywidualna na czas)
- 1. miejsce w mistrzostwach Algierii (start wspólny)

2013
- 2. miejsce w Circuit d’Alger
- 3. miejsce w mistrzostwach Algierii (jazda indywidualna na czas)
- 1. miejsce na 5. i 7. etapie Tour du Rwanda
- 2. miejsce w mistrzostwach Afryki (jazda drużynowa na czas)

2014
- 2. miejsce w Tour de Blida
  - 1. miejsce w klasyfikacji punktowej
  - 1. miejsce na 1. etapie
- 1. miejsce na 1. etapie Tour de Constantine
- 1. miejsce w Circuit d’Alger
- 1. miejsce w mistrzostwach Algierii (jazda indywidualna na czas)
- 2. miejsce w mistrzostwach Algierii (start wspólny)
- 1. miejsce w Tour of Al Zubarah
  - 1. miejsce na 1. etapie

2015
- 1. miejsce w Tour International de la Wilaya d’Oran
  - 1. miejsce w klasyfikacji górskiej
- 3. miejsce w Tour d’Annaba
  - 1. miejsce na 1. etapie
- 1. miejsce w Circuit de Constantine

2016
- 1. miejsce na 6. etapie Tour du Sénégal
- 1. miejsce w mistrzostwach Algierii (jazda indywidualna na czas)
- 1. miejsce na 10. etapie Tour du Faso

2017
- 2. miejsce w mistrzostwach Afryki (jazda drużynowa na czas)
- 1. miejsce w mistrzostwach Algierii (jazda indywidualna na czas)
- 2. miejsce w mistrzostwach Algierii (start wspólny)

2018
- 3. miejsce w mistrzostwach Afryki (jazda drużynowa na czas)
- 3. miejsce w mistrzostwach Afryki (start wspólny)
- 1. miejsce w Tour d’Algérie
- 3. miejsce w Tour International de la Wilaya d’Oran
- 1. miejsce w mistrzostwach Algierii (jazda indywidualna na czas)
- 1. miejsce na 1. i 8. etapie Tour du Rwanda

2019
- 2. miejsce w mistrzostwach Afryki (start wspólny)
- 2. miejsce w mistrzostwach Algierii (jazda indywidualna na czas)
- 1. miejsce w Grand Prix Chantal Biya
  - 1. miejsce na 1. etapie

2021
- 3. miejsce w mistrzostwach Afryki (jazda drużynowa na czas)
- 1. miejsce w mistrzostwach Algierii (jazda indywidualna na czas)
- 1. miejsce w mistrzostwach Algierii (start wspólny)
- 1. miejsce w Grand Prix Velo Erciyes

2022
- 3. miejsce w mistrzostwach Afryki (jazda drużynowa na czas)
- 1. miejsce w mistrzostwach Algierii (jazda indywidualna na czas)
- 1. miejsce w klasyfikacji górskiej Grand Prix Chantal Biya

2023
- 1. miejsce na 4. etapie La Tropicale Amissa Bongo
- 1. miejsce w mistrzostwach Afryki (jazda drużynowa na czas)
- 1. miejsce w klasyfikacji górskiej Tour of Yiğido
- 3. miejsce w mistrzostwach arabskich (jazda drużynowa na czas)
- 2. miejsce w mistrzostwach arabskich (jazda indywidualna na czas)

2024
- 2. miejsce w Tour du Bénin
  - 1. miejsce na 1. etapie
- 1. miejsce w mistrzostwach Algierii (jazda indywidualna na czas)
- 1. miejsce w mistrzostwach Algierii (start wspólny)
- 3. miejsce w Tour of Salalah

## Rankingi
| Rok             | 2008 | 2009 | 2010 | 2011 | 2012 | 2013 | 2014 | 2015 | 2016 | 2017 | 2018 | 2019 | 2020  | 2021 | 2022 | 2023 | 2024 |
| --------------- | ---- | ---- | ---- | ---- | ---- | ---- | ---- | ---- | ---- | ---- | ---- | ---- | ----- | ---- | ---- | ---- | ---- |
| World Ranking   |      |      |      |      |      |      |      |      | 604. | 676. | 236. | 229. | 1019. | 285. | 434. | 982. | 237. |
| UCI Asia Tour   | -    | 177. | -    | -    | -    | -    | 60.  | -    | -    | -    | -    |      |       |      |      |      |      |
| UCI Africa Tour | 8.   | -    | 17.  | 3.   | 4.   | 15.  | 3.   | 10.  | 23.  | 23.  | 3.   | 6.   | 37.   | 5.   | 14.  | 50.  | 6.   |
|                 |      |      |      |      |      |      |      |      |      |      |      |      |       |      |      |      |      |
| Źródło: UCI     |      |      |      |      |      |      |      |      |      |      |      |      |       |      |      |      |      |